# Вайзенхайм-ам-Берг
Вайзенхайм-ам-Берг (нем. Weisenheim am Berg) — община в Германии, в земле Рейнланд-Пфальц. 
Входит в состав района Бад-Дюркхайм. Подчиняется управлению Фрайнсхайм.  Население составляет 1632 человека (на 31 декабря 2010 года). Занимает площадь 9,21 км².